# عباس‌آباد سنجدی
عباس‌آباد سنجدی، روستایی در دهستان قائم‌آباد بخش صابری شهرستان نیمروز در استان سیستان و بلوچستان ایران با بیش از یک قرن قدمت است.

## جمعیت
بر پایه سرشماری عمومی نفوس و مسکن در سال ۱۴۰۳، جمعیت این روستا برابر با ۱۵۰۰ نفر (۴۸۰ خانوار) بوده‌است.